# Polintotla
Polintotla är en ort i Mexiko.   Den ligger i kommunen Tianguistengo och delstaten Hidalgo, i den sydöstra delen av landet, 160 km norr om huvudstaden Mexico City. Polintotla ligger 1 288 meter över havet och antalet invånare är 908.
Terrängen runt Polintotla är huvudsakligen kuperad, men åt nordväst är den bergig. Runt Polintotla är det ganska tätbefolkat, med 75 invånare per kvadratkilometer. Närmaste större samhälle är Calnali, 16,7 km nordväst om Polintotla. I omgivningarna runt Polintotla växer i huvudsak städsegrön lövskog.